# Tyrannoraptora
Clade
Clades de rang inférieur
- † Tyrannosauroidea
- Maniraptoromorpha

Les Tyrannoraptora forment un clade de dinosaures théropodes comprenant les coelurosaures plus étroitement liés aux oiseaux qu'aux Megaraptora ,. 
Initialement décrit par Paul Sereno en 1999 comme regroupant tous les taxons plus proche de Tyrannosaurus rex et de Passer domesticus, il pensait alors que les Tyrannosauroidea et les Pennaraptora étaient des groupes frères .
Les recherches plus récentes y ont inclus les Compsognathidae, les Ornithomimosauria et les Therizinosauria. Le clade est aujourd'hui accepté comme se divisant en deux branches : les Tyrannosauroidea et les Maniraptoromorpha. 